# Richerio di Reims
Richerio di Reims (fl. X secolo) è stato un monaco cristiano e storico francese vissuto nel X secolo, principale fonte per la conoscenza della vita di Gerberto d'Aurillac e della storia della Francia del medesimo secolo.

## Biografia
Richiero proveniva da una famiglia nobile, al servizio di Luigi IV di Francia. Figlio di Modulso (Modulsum) o Rodolfo, il più fidato dei consiglieri del sovrano, originariamente seguì le orme militari paterne. Poi, sotto l'episcopato di Adalberone di Reims, entrò nel monastero di San Remigio (Saint-Remì), ove poté essere erudito dal maestro Gerberto d'Aurillac, futuro papa Silvestro II, col quale entrò in amicizia e del quale lasciò un ampio ritratto umano e scientifico. Successivamente, durante i torbidi che seguirono l'estinzione della dinastia carolingia e l'ascesa di quella capetingia, Richero andò, nel marzo del 991, a Carnotum, dove compì studi medici approfonditi. L'esperienza durò poco, se paulo post (cioè poco dopo) Gerberto fu eletto arcivescovo di Reims in contrapposizione ad Arnolfo, sospettato di tradimento contro Ugo Capeto. L'antico maestro, difatti, chiese a Richero di scrivere una historiae Gallorum che continuasse le cronache di Incmaro e di Flodoardo.
L'opera, che va dall'888 al 998/995, è divisa in 4 libri e affronta uno dei periodi più torbidi della storia della Francia, rendendo il lavoro di Richerio fondamentale per la ricostruzione degli eventi storici (nonostante Richerio parteggi apertamente per i carolingi), giacché dal 965 fino al 995 è l'unica fonte per quel periodo.